# Бунин, Сергей Викторович
Сергей Викторович Бунин (род. 9 ноября 1956, Троицк, Челябинская область) — советский и российский военачальник, генерал-полковник (7.06.2007).

## Биография
В Вооружённых Силах СССР с 1973 года. В 1977 году окончил Челябинское высшее танковое командное училище имени 50-летия Великого Октября.
Служил на различных командных должностях. Участник войны в Афганистане. С августа 1984 по июнь 1986 года проходил службу в должности начальника штаба танкового батальона 101-го мотострелкового полка 5-й гвардейской мотострелковой дивизии, дислоцированного в окрестностях города Герат в провинции Герат.
В 1989 году окончил Военную академию бронетанковых войск имени Р. Я. Малиновского. В начале 90-х годов командовал 276-м мотострелковым полком 34-й мотострелковой дивизии Уральского военного округа (Екатеринбург). Участник первой чеченской войны. В январе 1995 года полк С. Бунина принимал участие в штурме Грозного, в том числе в взятии президентского дворца, в марте 1995 года — во взятии Аргуна и в операции по овладению Гудермесом.
С 1997 года — командир 34-й мотострелковой дивизии Уральского военного округа, занимал этот пост до августа 1999 года, когда убыл на учёбу. В 2001 году окончил Военную академию Генерального штаба Вооружённых сил Российской Федерации. С 2001 года начальник штаба — первый заместитель командующего 41-й общевойсковой армией Сибирского военного округа (Новосибирск). С июля 2003 года — командующий 41-й армией.
Указом Президента Российской Федерации от 13 августа 2004 года Бунин Сергей Викторович назначен первым заместителем главнокомандующего — начальником Главного штаба внутренних войск МВД России. Тем самым, он был переведён из Российской армии в Внутренние войска МВД России. Служил на этой должности 12 лет. Генерал-лейтенант (12.06.2005). После создания в апреле 2016 года войск Национальной гвардии Российской Федерации, в состав которой были переданы Внутренние войска МВД России, С. В. Бунин остался без назначения. Вскоре был уволен в запас.
Воинское звание генерал-полковник присвоено Указом Президента Российской Федерации от 7 июня 2007 года.
Кандидат педагогических наук (2005).

## Награды
- Орден «За заслуги перед Отечеством» 3-й степени с мечами
- Орден «За заслуги перед Отечеством» 4-й степени с мечами
- Орден «За военные заслуги»
- Орден Почёта
- Орден Красной Звезды[3]
- Медали
- Заслуженный военный специалист Российской Федерации (2014)
- Орден Красного Знамени (Демократическая Республика Афганистан)

## Сочинения
- Бунин С. В. Войска НКВД в битве за Ленинград. // Военно-исторический журнал. — 2014. — № 3. — С.22-26.
- Бунин С. В. «Во имя присяги и верности долгу…». Конвойная стража в годы Первой мировой войны // Военно-исторический журнал. — 2014. — № 10. — С.14-17.